# 65-й меридіан східної довготи
65-й меридіан східної довготи — лінія довготи, що лежить на 65 градуси східніше Гринвіцького меридіана. Вона проходить від Північного полюса через Північний Льодовитий океан, Євразію, Індійський океан, Південний океан та Антарктиду до Південного полюса.
65-й меридіан східної довготи формує велике коло разом із 115-тим меридіаном західної довготи.

## Список географічних об'єктів, що перетинає 65° сх. д.
Починаючи на Північному полюсі та рухаючись до Південного полюса, 65-й меридіан східної довготи проходить через:
| Координати                                                 | Країна, територія або море | Примітки                                                                  |
| ---------------------------------------------------------- | -------------------------- | ------------------------------------------------------------------------- |
| 90°0′ пн. ш. 65°0′ сх. д. / 90.000° пн. ш. 65.000° сх. д.  | Північний Льодовитий океан |                                                                           |
| 81°10′ пн. ш. 65°0′ сх. д. / 81.167° пн. ш. 65.000° сх. д. | Росія                      | Земля Франца-Йосифа — проходить через острів Греем-Белл                   |
| 80°47′ пн. ш. 65°0′ сх. д. / 80.783° пн. ш. 65.000° сх. д. | Баренцове море             |                                                                           |
| 76°29′ пн. ш. 65°0′ сх. д. / 76.483° пн. ш. 65.000° сх. д. | Росія                      | Нова Земля — проходить через Північний острів                             |
| 75°47′ пн. ш. 65°0′ сх. д. / 75.783° пн. ш. 65.000° сх. д. | Карське море               |                                                                           |
| 69°15′ пн. ш. 65°0′ сх. д. / 69.250° пн. ш. 65.000° сх. д. | Росія                      |                                                                           |
| 54°24′ пн. ш. 65°0′ сх. д. / 54.400° пн. ш. 65.000° сх. д. | Казахстан                  |                                                                           |
| 43°45′ пн. ш. 65°0′ сх. д. / 43.750° пн. ш. 65.000° сх. д. | Узбекистан                 |                                                                           |
| 38°37′ пн. ш. 65°0′ сх. д. / 38.617° пн. ш. 65.000° сх. д. | Туркменістан               |                                                                           |
| 37°13′ пн. ш. 65°0′ сх. д. / 37.217° пн. ш. 65.000° сх. д. | Афганістан                 |                                                                           |
| 29°32′ пн. ш. 65°0′ сх. д. / 29.533° пн. ш. 65.000° сх. д. | Пакистан                   | Белуджистан                                                               |
| 25°19′ пн. ш. 65°0′ сх. д. / 25.317° пн. ш. 65.000° сх. д. | Індійський океан           |                                                                           |
| 60°0′ пд. ш. 65°0′ сх. д. / 60.000° пд. ш. 65.000° сх. д.  | Південний океан            |                                                                           |
| 67°39′ пд. ш. 65°0′ сх. д. / 67.650° пд. ш. 65.000° сх. д. | Антарктида                 | Проходить через Австралійську антарктичну територію (претендує Австралія) |